# Großsteingräber bei Granstedt
Die Großsteingräber bei Granstedt waren vermutlich drei megalithische Grabanlagen der jungsteinzeitlichen Trichterbecherkultur bei Granstedt, einem Ortsteil von Selsingen im Landkreis Rotenburg (Wümme) (Niedersachsen). Sie wurden zwischen 1852 und 1856 zur Gewinnung von Baumaterial für den Straßenbau zerstört.

## Lage
Etwa 1 km westlich von Granstedt und 0,5 km östlich der Oste liegen auf einem Feld, direkt westlich an einem Feldweg vier zerstörte Hügel. Diese Hügel liegen auf einer etwa 90 m langen, ostnordost-westsüdwestlich verlaufenden Linie. Sie tragen von Westsüdwest nach Ostnordost die Fundplatz-Nummern 26–29. Die Hügel Fpl 26, 27 und 29 sind als zerstörte Großsteingräber registriert, Fpl. 28 hingegen als zerstörter Grabhügel. Nur 60 m nordöstlich liegt auf der anderen Seite des Feldwegs ein rekonstruierter Grabhügel. In der näheren Umgebung gibt es mehrere weitere Grabhügel.

## Forschungsgeschichte
Johann Karl Wächter erwähnte 1841 ein Großsteingrab bei Granstedt. Johannes Heinrich Müller und Jacobus Reimers gaben 1893 an, dass dieses zwischen 1852 und 1856 zur Gewinnung von Baumaterial für den Straßenbau zerstört worden sei. Da diese Forscher weder zum Standort noch zur Ausrichtung, den Maßen und dem Grabtyp näheren Angaben machten, lässt sich nicht mit letzter Sicherheit sagen, ob diese Anlage mit den später dokumentierten Überresten von drei Großsteingräbern identisch ist. Eventuell wurden sie aufgrund ihrer großen Nähe zueinander von Wächter für eine einzelne Grabanlage gehalten. Die zerstörten Hügelschüttungen der Gräber wurden 1929 erfasst. 2017 wurden sie erneut aufgenommen und 2023 im digitalen Denkmalatlas Niedersachsen dokumentiert.

## Beschreibung

### Grab Fpl. 26
Von der Anlage ist noch der Rest einer runden Hügelschüttung mit einem Durchmesser von 23 m und einer erhaltenen Höhe von etwa 1 m vorhanden. Im Norden und Westen ist der Hügel leicht angepflügt. Seine Oberfläche ist größtenteils abgetragen und es sind mehrere freiliegende Steine zu erkennen. Form und Größe der einstigen Grabkammer lassen sich nicht mehr rekonstruieren.

### Grab Fpl. 27

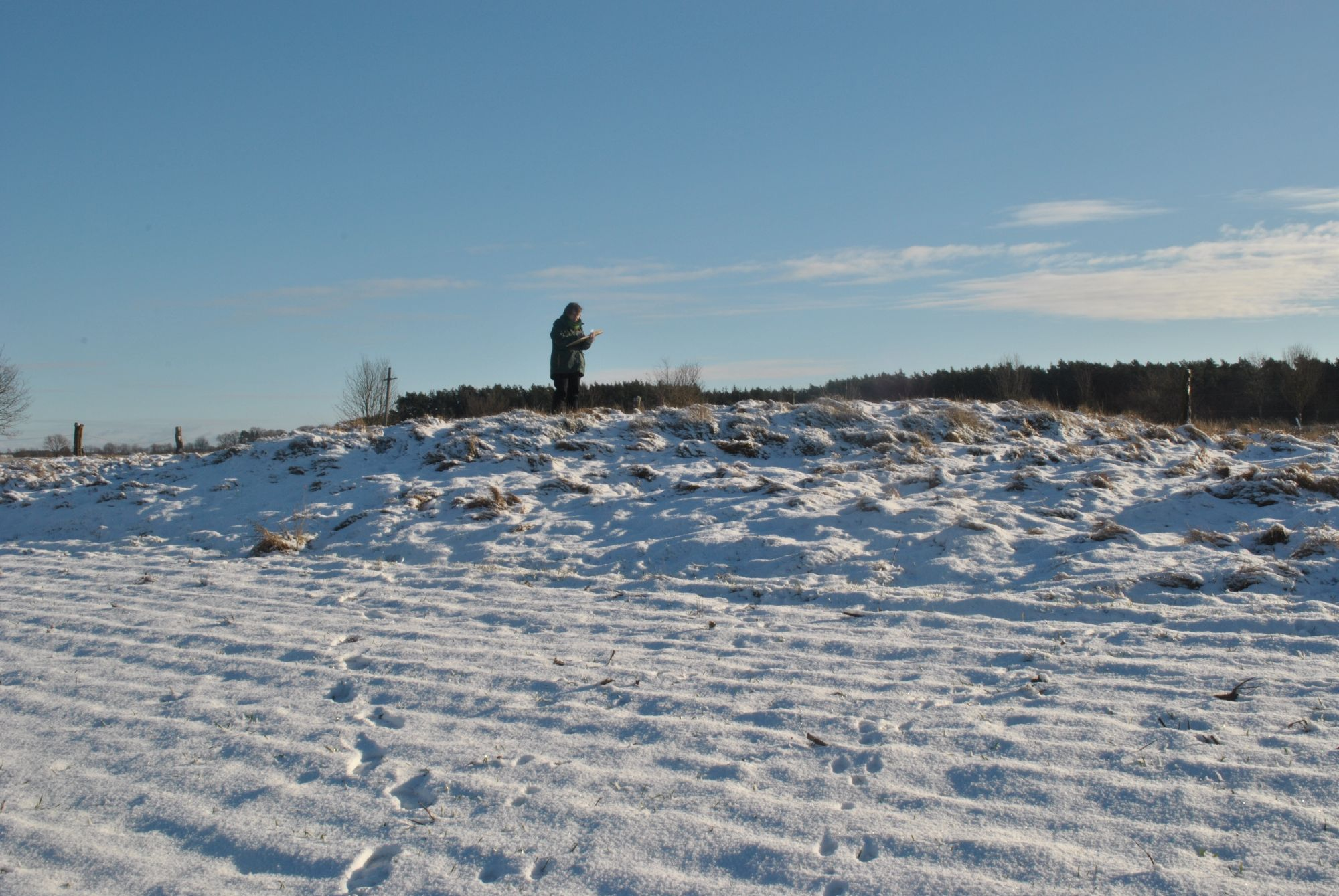
Überreste von Grab Fpl. 27

Von der Anlage ist noch der Rest einer runden Hügelschüttung mit einem Durchmesser von 14 m und einer erhaltenen Höhe von etwa 1 m vorhanden. Im Osten ist der Hügel etwas niedriger. Im Norden und Südosten ist er leicht abgegraben. Sein Rand ist leicht abgesetzt und seine Oberfläche ist größtenteils abgetragen. Form und Größe der einstigen Grabkammer lassen sich nicht mehr rekonstruieren. 1929 waren hier noch mehrere Feldsteine (eventuell Reste einer Steinpackung) vorhanden.

### Grab Fpl. 29

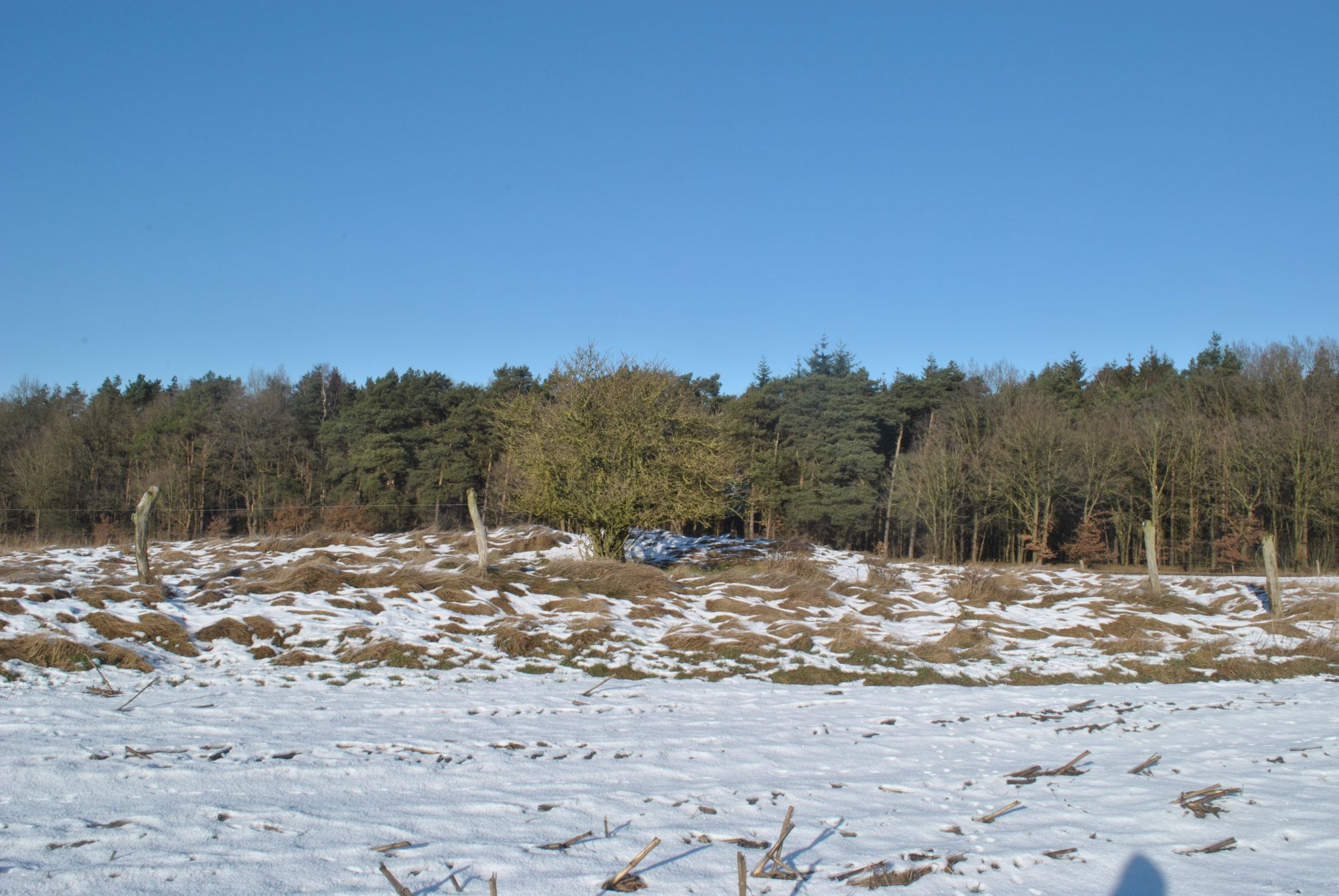
Überreste von Grab Fpl. 29

Von der Anlage ist noch der Rest einer nordost-südwestlich orientierten länglichen Hügelschüttung vorhanden. 1929 wurde ihre Länge mit 25 m, ihre Breite mit 17 m und ihre erhaltene Höhe mit 1,7 m angegeben. 2017 hatte die Anlage die Form von zwei aneinander grenzenden Hügeln mit Durchmessern von 10,5 m bzw. 9,5 m und einer erhaltenen Höhe von 1 m bzw. 0,7 m. Am Nord-, Nordwest- und Südrand des Hügels sind alte Angrabungen zu erkennen. Der Nordrand ist leicht angepflügt. Der Ostteil des Hügels ist verwaschen. Der Westteil weist eine alte Eingrabung auf, in der ein Felsstein zu sehen ist. Die Oberfläche des Hügels ist abgetragen und es sind mehrere freiliegende Steine zu erkennen. Der genaue Standort, die Form und die Größe der einstigen Grabkammer lassen sich nicht mehr rekonstruieren.